# Joseph de Raxi de Flassan
Joseph-Ignace de Raxi de Flassan (ou de Raxis de Flassan ; 1764-1786) est un lieutenant de vaisseau ayant participé à l'expédition de La Pérouse.

## Biographie

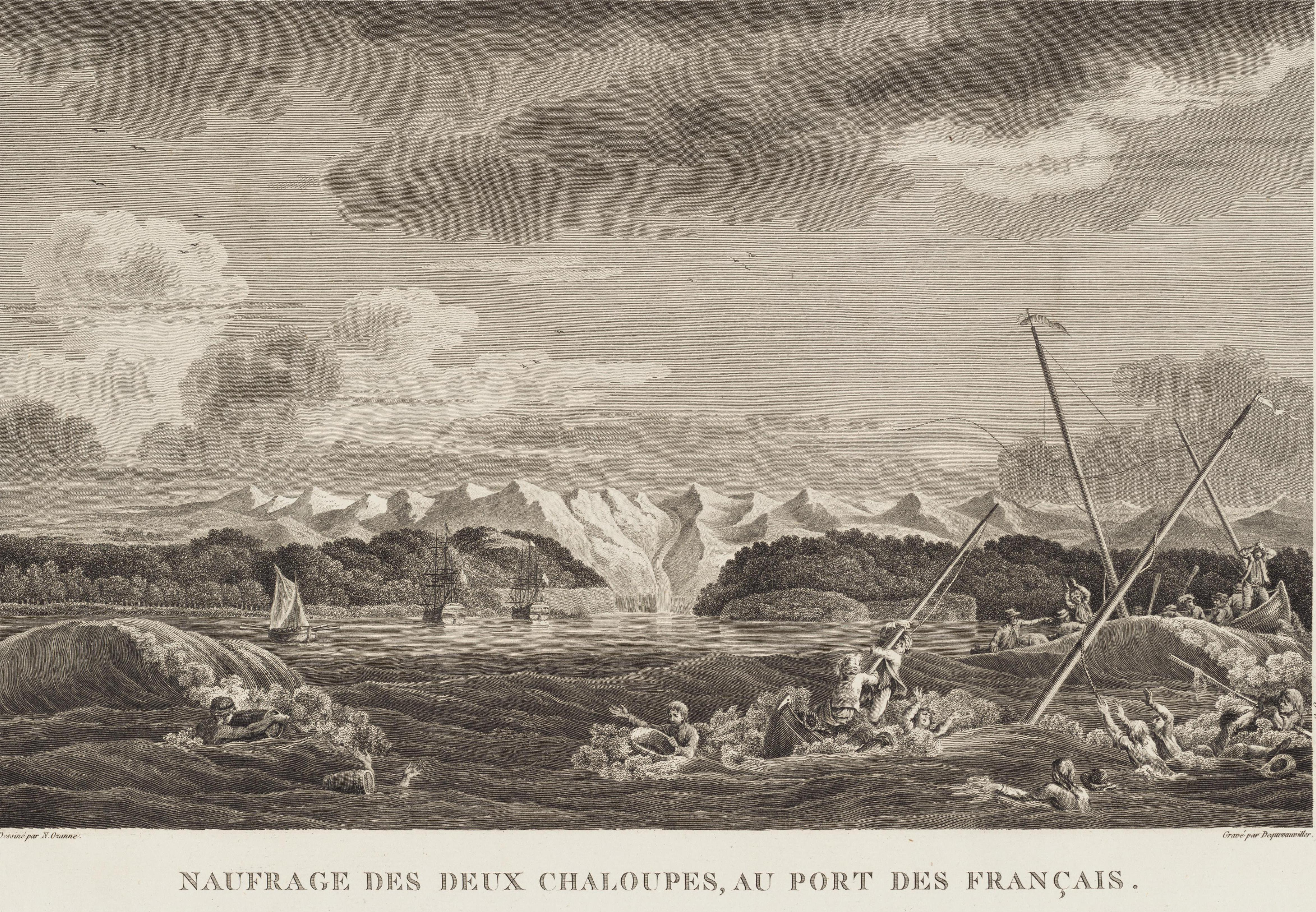
Le naufrage de deux chaloupes au pied du mont Saint Elias en Alaska en 1786 coûte la vie à Joseph de Raxi de Flassan et à 20 membres de l'expédition La Pérouse. (Gravure de N. Ozanne, 1797)

Né le 6 août 1764 à Bédoin dans l'ancien Comtat Venaissin, il est le fils de Joseph Dominique de Raxi, officier supérieur des troupes pontificales, et de Marie-Thérèse de Joannis de Verclos, et compte une sœur, Ernestine-Olympe, et quatre frères (dont Gaëtan de Raxi de Flassan, grand diplomate et historien français, Charles Joseph Ignace, officier aux armées du Pape, et Louis-Anselme, capitaine au Régiment de Dragons de M. le Dauphin), tous Chevaliers de Malte et de Saint Louis.
Il faisait partie de l’expédition de Jean-François de Galaup, comte de La Pérouse.
Il est mort dans le naufrage des deux canots de L'Astrolabe et de La Boussole dans la baie du Port-des-Français en Alaska le 13 juillet 1786 se portant au secours du canot de La Boussole, emporté par un raz de marée par 58°37’ N de latitude et 139° 50’ W de longitude. Dans ce naufrage périrent 21 marins, officiers et membres d'équipage. Il commandait le canot de L'Astrolabe avec Edouard Jean Joseph de Laborde de Marchainville et Ange Auguste Joseph de Laborde de Boutervilliers. Un cénotaphe est érigé sur l'île, actuellement Lituya Bay.

## Blasonnement
Les armes de la famille de Raxi se blasonnent ainsi : Gueules à la bande ondée d’argent, au chef d’or chargé d’une aigle éployée de sable, couronnée de même, membrée et becquée de gueules. Timbre : Couronne royale à l’antique à pointes aigües. L’écu est adossé à un trident dont les pointes surpassent la couronne.